# لئون ناکاراوا
لئون ناکاراوا (انگلیسی: Leone Nakarawa؛ زادهٔ ۲ آوریل ۱۹۸۸) بازیکن راگبی ۱۵ نفره اهل فیجی است.
وی به‌همراه تیم ملی راگبی ۷ نفره فیجی به مقام قهرمانی در بازی‌های المپیک تابستانی ۲۰۱۶ رسیده‌است.